# Namur (Adelsgeschlecht)
Namur ist die erste Herrscherfamilie der Grafschaft Namur. 

## Geschichte
Die Familie erbte 1136 durch die Ehe mit Ermesinde die Grafschaft Luxemburg. Neben Namur und Luxemburg besaß die Familie die Grafschaften Durbuy und Laroche.
Das Haus starb 1247 mit der Gräfin Ermesinde II. aus, die ihren Besitz weitgehend dem Haus Limburg-Arlon zuführte; lediglich die Grafschaft Namur selbst ging aufgrund des Vertrages von Dinant vom 26. Juli 1199 an die Grafen von Hennegau.

## Stammliste
1. Berengar, comes 907/937, † vor 946; ⚭ NN, Tochter von Reginar I., Graf im Hennegau, Erbin des Lommegaus (comitatus Lomacensis) (Reginare)
  1. Robert I., comes 946/974, † vor 981; ⚭ Ermengarde, Tochter von Otto von Verdun, Herzog von Lothringen
    1. Albert I., 981 bezeugt, 992 Graf von Namur, † kurz vor 1011; ⚭ 990 Ermengarde (Aleide), † nach 1012, Tochter von Herzog Karl von Niederlothringen (Karolinger)
      1. Robert II., 1013/18 bezeugt, † vor 1031
      2. Albert II., 1031/62 bezeugt, † 1063/1064, Vogt von Andenne, Stifter von Saint-Aubain in Namur; ⚭ Regelindis, 1067 bezeugt, Tochter von Herzog Gotzelo I. von Niederlothringen (Wigeriche)
        1. Albert III., 1035 bezeugt, † 22. Juni 1102, 1063/64 Graf von Namur, 1088 Vogt von Stablo und Malmedy; ⚭ 1065/66 Ida von Sachsen, Erbin von Laroche, Tochter von Bernhard II., Herzog von Sachsen, Witwe von Friedrich II., Herzog von Niederlothringen (Billunger)
          1. Gottfried (Godefroid), 1080 bezeugt, † 19. August 1139, 1102 Graf von Namur, 1097 Graf von Château-Porcien; 1121 Stifter von Abtei Floreffe; ⚭ I um 1087, geschieden um 1104, Sibylle von Château-Porcien, Tochter von Graf Roger und Ermengarde, sie heiratete in zweiter Ehe Withier de Vitri, Graf von Rethel; ⚭ II um 1109 Ermesinde, 1136, Gräfin von Longwy, † 1141, Tochter von Graf Konrad I., Witwe von Albert I. von Egisheim, Graf von Dagsburg (Vorfahren siehe Stammliste der Wigeriche#Die Grafen von Luxemburg)
            1. (I) Elisabeth, 1141 bezeugt; ⚭ Gervais, Graf von Rethel; ⚭ II Clarembaud de Roscy, 1141 bezeugt
            2. (I) Flandrine; ⚭ Hugues d‘Épinoy
            3. (II) Albert, † um 1127
            4. (II) Heinrich der Blinde, † 14. August 1196, 1136 Graf von Luxemburg und Longwy, 1139 in Namur, 1152 in Laroche und 1161 in Durbuy, Vogt von St. Maximin in Trier, von Echternach und von Stavelot und Malmedy; ⚭ I 1152/59, geschieden 1163,  Lauretta von Flandern, † um 1175, Tochter von Dietrich von Elsass, Graf von Flandern, Witwe von Iwan, Graf von Aalst, geschieden von Heinrich II., Herzog von Limburg, Witwe von Rudolf I., Graf von Vermandois; ⚭ II 1168 Agnes von Geldern, Tochter von Heinrich, Graf von Geldern
              1. (II) Ermesinde II., * Juli 1186, † 12. Februar 1247, Erbin von Luxemburg; ⚭ I 1197 Theobald I., Graf von Bar, 1198 Graf von Luxemburg, † 12./13. Februar 1214; ⚭ II Februar/Mai 1214 Walram IV., Herzog von Limburg, † 2. Juli 1226

            5. (II) Clementia, † 28. Dezember 1158; ⚭ um 1130 Konrad, Herzog von Zähringen, † 1152 (Zähringer)
            6. (II) Alice; ⚭ um 1130 Balduin IV., Graf von Hennegau, 1163 Graf von Namur, † 8. November 1171
            7. (II) Beatrix, † 1160; ⚭ Gonthier, Graf von Rethel, † 1148

          2. Heinrich I., 1102/28 bezeugt, † vor 1138, Graf von Laroche, Vogt von Stablo und Malmedy, ⚭ Mathilde von Limburg, 1148 bezeugt, Tochter von Heinrich I., Graf von Limburg und Arlon
            1. Gottfried, 1125 bezeugt, 1138 Graf
            2. Heinrich II., 1124/52 bezeugt, 1143 Graf, † vor 10. Januar 1153; ⚭ Elisabeth, um 1190 bezeugt
            3. Friedrich, † 30. Oktober 1174, 1164 Erzbischof von Tyrus
            4. Mathilde; ⚭ I Thierry de Walcourt, 1130/47 bezeugt, ⚭ II Nicolas d’Avesnes (Haus Avesnes)
            5. Beatrix, 1152 bezeugt; ⚭ Gerhard von Breda, 1124/25 bezeugt, † vor 1152

          3. Friedrich, † 27. Mai 1121, 1119 Bischof von Lüttich
          4. Albert, 1095 bezeugt, † kurz vor 1122, Graf von Jaffa; ⚭ 1118/19 Manille, Witwe von Hugo von Le Puiset (Hugues du Puiset), Graf von Jaffa
          5. Alix, 107/1124 bezeugt, ⚭ Otto II., Graf von Chiny, † 28. März 1125 (Haus Chiny)

        2. Heinrich I., 1167/97 bezeugt, 1178 Graf von Durbuy
          1. Gottfried, † vor 1124, Graf von Durbuy; ⚭ Alix von Grandpré, 1124 bezeugt, Tochter von Heinrich I., Graf von Grandpré, heiratete in zweiter Ehe Gottfried von Esch
            1. Richard, † 1171, 1163 Bischof von Verdun
            2. Heinrich II., 1124 minderjährig, † um 1147, Graf von Durbuy
            3. Alix, Nonne

    2. Giselbert, 981 bezeugt
    3. Ratbod, 981 bezeugt